# Mary Wollstonecraft
Mary Wollstonecraft /ˈwʊlstənkrɑːft/ (Spitalfields, 27 de abril de 1759-Londres, 10 de septiembre de 1797) fue una escritora y filósofa inglesa. Considerada una figura destacada del mundo moderno. Escribió novelas, cuentos, ensayos, tratados, un relato de viaje y un libro  de literatura infantil. Como mujer del siglo XVIII, fue capaz de establecerse como escritora profesional e independiente en Londres, algo inusual para la época. En su obra Vindicación de los derechos de la mujer (1792), argumenta que las mujeres no son por naturaleza inferiores al hombre, sino que parecen serlo porque no reciben la misma educación, y que hombres y mujeres deberían ser tratados como seres racionales. Imagina, asimismo, un orden social basado en la razón. Con esta obra, estableció las bases del feminismo liberal y la convirtió en una de las mujeres más populares de Europa de la época.
Tanto por parte del público en general como de las historiadoras feministas en particular, la vida de Wollstonecraft ha sido objeto del mismo interés, si no mayor, que sus obras, debido a sus relaciones poco convencionales y a menudo tumultuosas. Tras dos romances malogrados con Henry Fuseli y Gilbert Imlay, Wollstonecraft se casó con el filósofo William Godwin, uno de los precursores del movimiento anarquista; con él tuvo una hija, Mary Shelley, autora de Frankenstein y esposa del poeta romántico Percy Bysshe Shelley. Wollstonecraft murió a la edad de treinta y ocho años debido a complicaciones derivadas del nacimiento de su hija, dejando tras ella varios manuscritos inacabados. 
Tras la muerte de Wollstonecraft, su marido publicó unas memorias de su vida (1798), desvelando su estilo de vida poco ortodoxo, lo que inadvertidamente destrozó su reputación durante más de un siglo. Sin embargo, con el surgimiento del movimiento feminista previo al comienzo del siglo XX, la defensa de Wollstonecraft de la igualdad entre sexos y sus críticas a la feminidad convencional fueron creciendo en importancia. Hoy en día, es considerada como una de las figuras fundacionales de la filosofía feminista y a menudo es citada como una influencia importante.

## Primeros años
Wollstonecraft nació el 27 de abril de 1759 en Spitalfields, Londres, Inglaterra. Aunque su familia tenía unos ingresos aceptables cuando ella era pequeña, su padre los derrochó en proyectos especulativos. Debido a ello, la familia pasó a estar en una situación financiera inestable y se vieron obligados a trasladarse frecuentemente durante la juventud de Wollstonecraft. Esta situación económica se hizo tan grave que el padre de Mary la obligó a gastar una herencia que ella de otro modo habría recibido en su madurez. Además, parece que era un hombre violento que maltrataba a su esposa cuando se encontraba bebido. En su adolescencia, Wollstonecraft acostumbraba a mentir para proteger a su madre. Con sus hermanas, Everina y Eliza, ejercía un papel igualmente influyente. Por ejemplo, en un momento concreto en 1784, convenció a su hermana Eliza, la cual había sufrido lo que probablemente fue una depresión posparto, para que abandonara a su marido y a su bebé; Wollstonecraft arregló todo para que Eliza pudiera huir, demostrando así su deseo de desafiar las normas sociales. El precio que hubo que pagar, sin embargo, fue alto: su hermana sufrió el rechazo social y, puesto que no podía volver a casarse, fue desterrada a una vida de pobreza y de trabajo duro.
Wollstonecraft tuvo dos amistades en su juventud, la primera con Jane Arden en Beverley. Ambas solían leer libros juntas y asistían a clases impartidas por el padre de Arden, un científico y filósofo con estilo propio. Wollstonecraft disfrutaba enormemente en la atmósfera intelectual de la casa de Arden y valoraba mucho su amistad con la chica, a veces hasta el punto de ser emocionalmente posesiva. Wollstonecraft le escribió «Se han formado en mí ciertas nociones románticas de amistad... soy un poco peculiar en mi entendimiento del amor y la amistad; tengo que tener el primer puesto o ninguno». En algunas de las cartas de Wollstonecraft a Arden se revelan las volátiles y particularmente depresivas emociones que la atormentaron durante toda su vida.
La segunda, y posiblemente más importante, amistad la mantuvo con Fanny Blood, a la cual Wollstonecraft otorgaba el mérito de haber abierto su mente. Wollstonecraft imaginó una utopía de convivencia con Blood; hicieron planes para alquilar habitaciones juntas y apoyarse emocional y económicamente la una a la otra, pero este sueño se vio frustrado ante la realidad de sus problemas financieros. Además, Wollstonecraft se dio cuenta de que había idealizado a Blood, estaba más de parte de los valores tradicionalmente considerados femeninos que Wollstonecraft. De todos modos Mary permaneció dedicada a ella y a su familia a lo largo de toda su vida (frecuentemente ofrecía algo de dinero a su hermano, por ejemplo). Con el fin de ganarse la vida, Wollstonecraft, sus hermanas y Blood abrieron una escuela en Newington Green, una comunidad inconformista, pero Blood se comprometió con un hombre al poco tiempo. Después de su boda, su marido, Hugh Skeys, se la llevó a Europa con la intención de que su salud, que siempre había sido precaria, mejorara. Sin embargo, tras quedar embarazada, la salud de Blood se deterioró aún más. En 1785, Wollstonecraft se fue a Lisboa con Blood para cuidar de ella, aunque no sirvió de nada, Blood murió en el parto el 29 de noviembre de ese mismo año; además, su abandono de la escuela tuvo como consecuencia que el proyecto fracasara. La muerte de Blood destrozó a Wollstonecraft y fue parte de la inspiración para su primera novela.

## «La primera de un nuevo género»

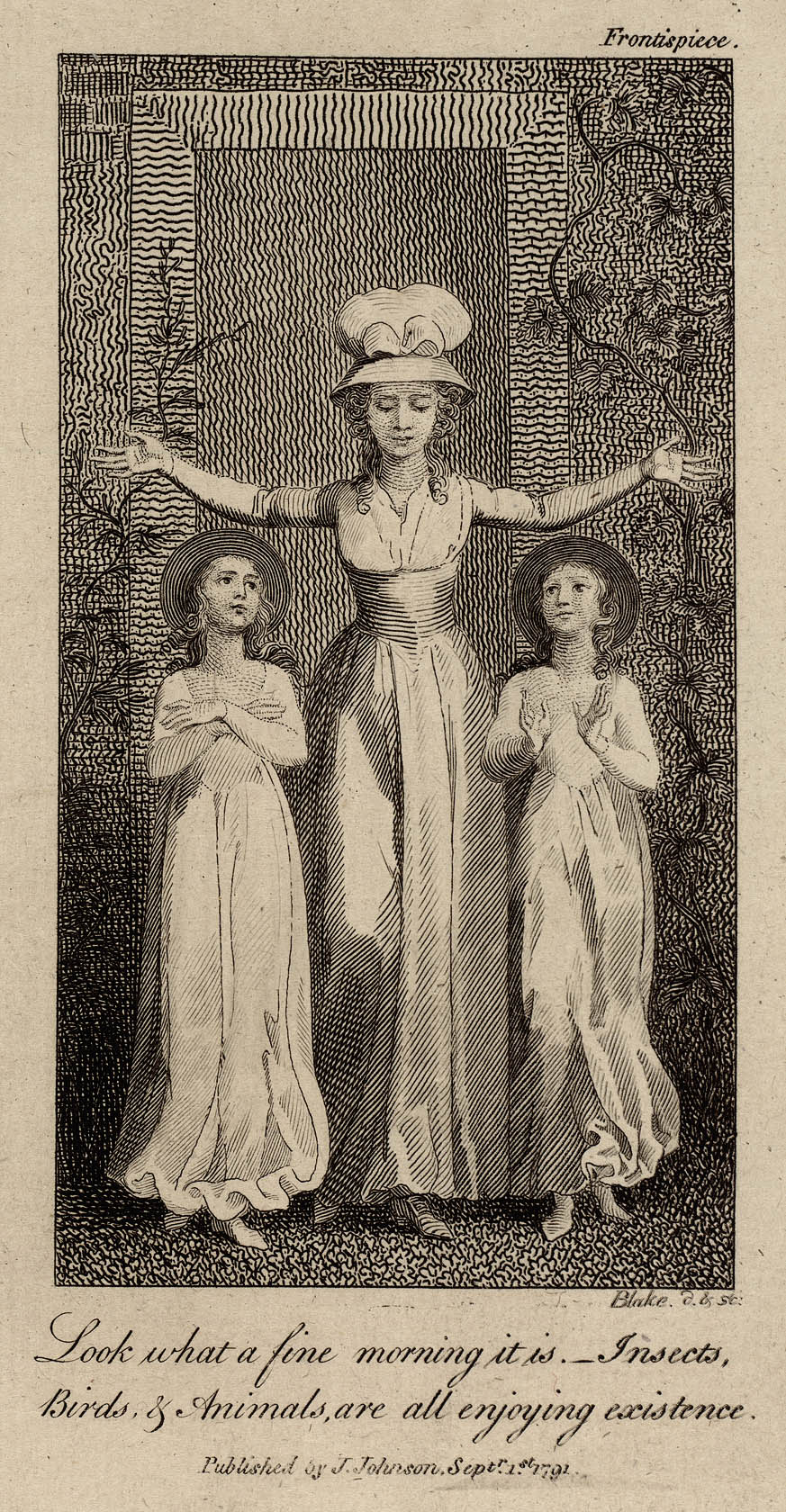
Portada de la edición de 1791 de Relatos originales de la vida real (grabado hecho por William Blake).

Después de la muerte de Blood, Wollstonecraft volvió a Gran Bretaña, donde comenzó a trabajar como institutriz en la respetable familia Kingsborough, en Irlanda. Aunque no pudo llevarse bien con Lady Kingsborough, para los niños fue una instructora estimulante; Margaret King dijo posteriormente que ella «había liberado su mente de toda superstición». Algunas de las experiencias de Wollstonecraft durante aquellos años se verían reflejadas en su único libro de literatura infantil, Relatos originales de la vida real (1788).

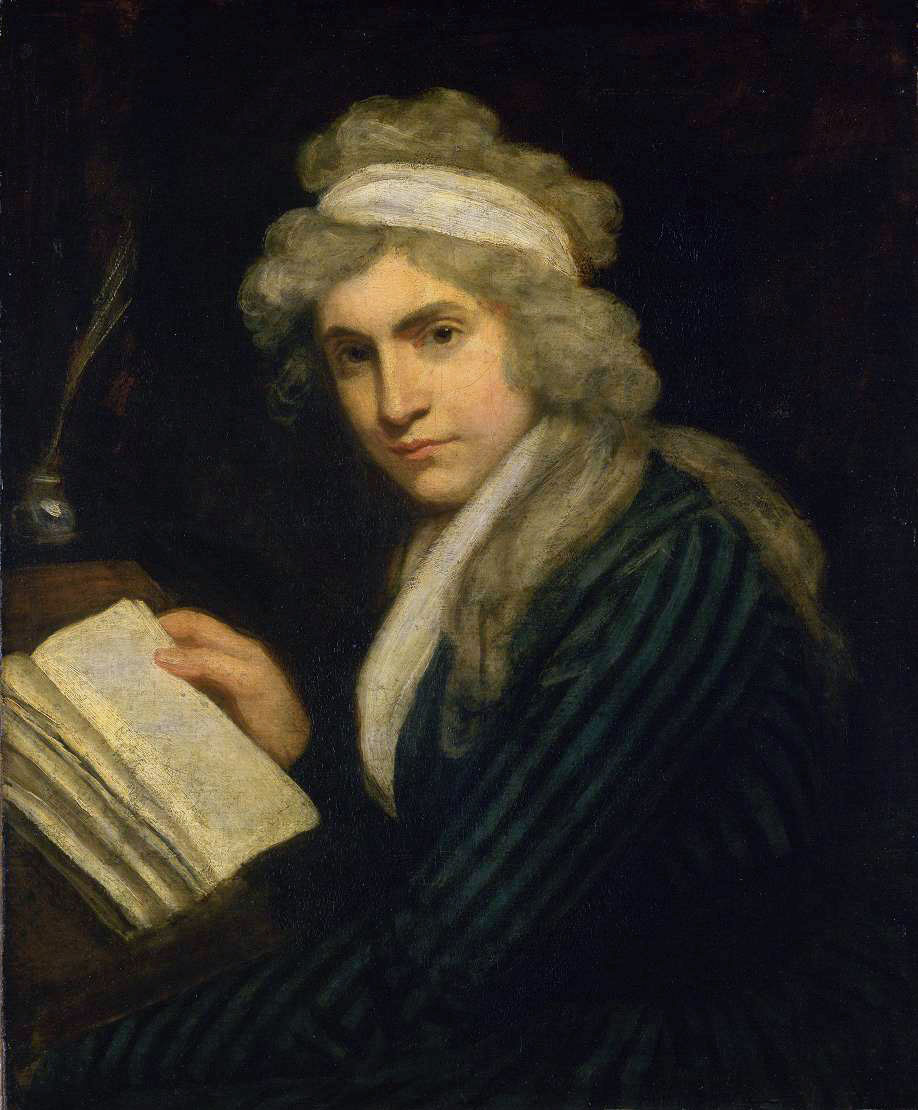
Mary Wollstonecraft en 1790-1, por John Opie.

Frustrada debido a las limitadas opciones laborales de las que disponían las mujeres respetables pero con pocos recursos económicos —una barrera que Wollstonecraft describe elocuentemente en el capítulo de Reflexiones sobre la educación de las hijas (1787) titulado Unfortunate Situation of Females, Fashionably Educated, and Left Without a Fortune, cuya posible traducción sería «desafortunada situación de las mujeres modernamente educadas que han quedado sin fortuna»— decidió, tras ejercer un año como institutriz, emprender una carrera como autora. Ésta fue una decisión radical, pues, en aquellos tiempos, pocas mujeres podían sobrevivir como escritoras. Cuando escribió a su hermana Everina en 1787, según sus propias palabras, trataba de convertirse en «la primera de un nuevo género». Se trasladó a Londres y, ayudada por el editor liberal Joseph Johnson, estableció un hogar en el que vivir y comenzó un trabajo que la mantuviera. Aprendió francés y alemán y tradujo textos, entre los que destacan Sobre la importancia de las opiniones religiosas de Jacques Necker y Elementos de moralidad para el trato con niños de Christian Gotthilf Salzmann. También escribió reseñas, principalmente de novelas, para el Analytical Review de Johnson.
El universo intelectual de Wollstonecraft se amplió durante esa época gracias a la lectura que llevaba a cabo para sus reseñas y también por las compañías que frecuentaba, Wollstonecraft asistió a las renombradas cenas de Johnson y conoció a intelectuales como Thomas Paine y William Godwin.
Durante su estancia en Londres, Wollstonecraft mantuvo una relación con el artista Henry Fuseli, a pesar de que él estaba casado. Ella estaba, según escribió, cautivada por su genio, «la grandeza de su alma, la rapidez de su comprensión y su encantadora simpatía». Propuso una utópica organización de vida conjunta con Fuseli y su mujer, pero la esposa de Fuseli quedó horrorizada y Fuseli rompió su relación con Wollstonecraft. Después del rechazo de Fuseli, Wollstonecraft decidió viajar a Francia para huir de la humillación de la situación y para participar en los sucesos revolucionarios que recientemente había celebrado en su Vindicación de los derechos del hombre (1790). Escribió esta obra en respuesta a la conservadora crítica de Edmund Burke a la Revolución francesa en Reflexiones sobre la Revolución francesa (1790). Apuntó a estas mismas ideas de forma más indirecta en Vindicación de los derechos de la mujer (1792), su trabajo más conocido e influyente.

## Francia y Gilbert Imlay
Wollstonecraft marchó hacia París en diciembre de 1792 y llegó aproximadamente un mes antes de que Luis XVI fuera guillotinado. El país se encontraba sumido en la confusión. Buscó a otros visitantes británicos como Helen Maria Williams y se unió al círculo de expatriados de la ciudad. Acababa de escribir Vindicación de los derechos de la mujer, estaba determinada a poner en práctica sus ideas y, en la atmósfera intelectualmente estimulante de la Revolución francesa tuvo su relación amorosa más experimental: conoció y cayó perdidamente enamorada de Gilbert Imlay, un aventurero americano. Estuviera o no Wollstonecraft interesada en un enlace matrimonial, Imlay no lo estaba, y ella parecía haberse enamorado de una idealización de este hombre. Aunque Wollstonecraft había rechazado el componente sexual de las relaciones en Vindicación de los derechos de la mujer, Imlay despertó su pasión y su interés por el sexo. Wollstonecraft quedó pronto embarazada, y el 14 de mayo de 1794 dio a luz a su primera hija, Fanny, a la que puso el nombre de la que quizá fue su mejor amiga. A pesar de toda la agitación que la rodeaba, Wollstonecraft nunca dejó de escribir; mientras se encontraba en Francia, recopiló información para su  versión histórica de los primeros años de la Revolución y escribió con avidez en El Havre. En diciembre de 1794 se publicó en Londres Una visión histórica y moral del origen de la Revolución francesa.
La situación política empeoró, Gran Bretaña declaró la guerra a Francia, colocando en considerable peligro a los ciudadanos británicos establecidos en Francia. Para proteger a Wollstonecraft, Imlay la registró como su esposa en 1793, a pesar de que no estaban casados. Algunos de los amigos de Wollstonecraft no tuvieron tanta suerte; muchos de ellos, como Thomas Paine, fueron arrestados y algunos incluso guillotinados. Más tarde, después de abandonar Francia, Wollstonecraft seguiría refiriéndose a sí misma como Mrs. Imlay, incluso de cara a sus hermanas, con el fin de otorgar legitimidad a su hija.
Imlay, descontento con la Wollstonecraft casera y maternal, la dejó. Prometió que volvería a El Havre, Francia, donde ella había ido para dar a luz, pero sus retrasos en escribir y sus largas ausencias convencieron a Wollstonecraft de que había encontrado otra mujer. Sus cartas a él están llenas de protestas desesperadas, consideradas por muchos críticos como expresiones de una mujer profundamente deprimida, según algunos como resultado de sus circunstancias, sola con una hija en medio de una revolución.

## Inglaterra y William Godwin

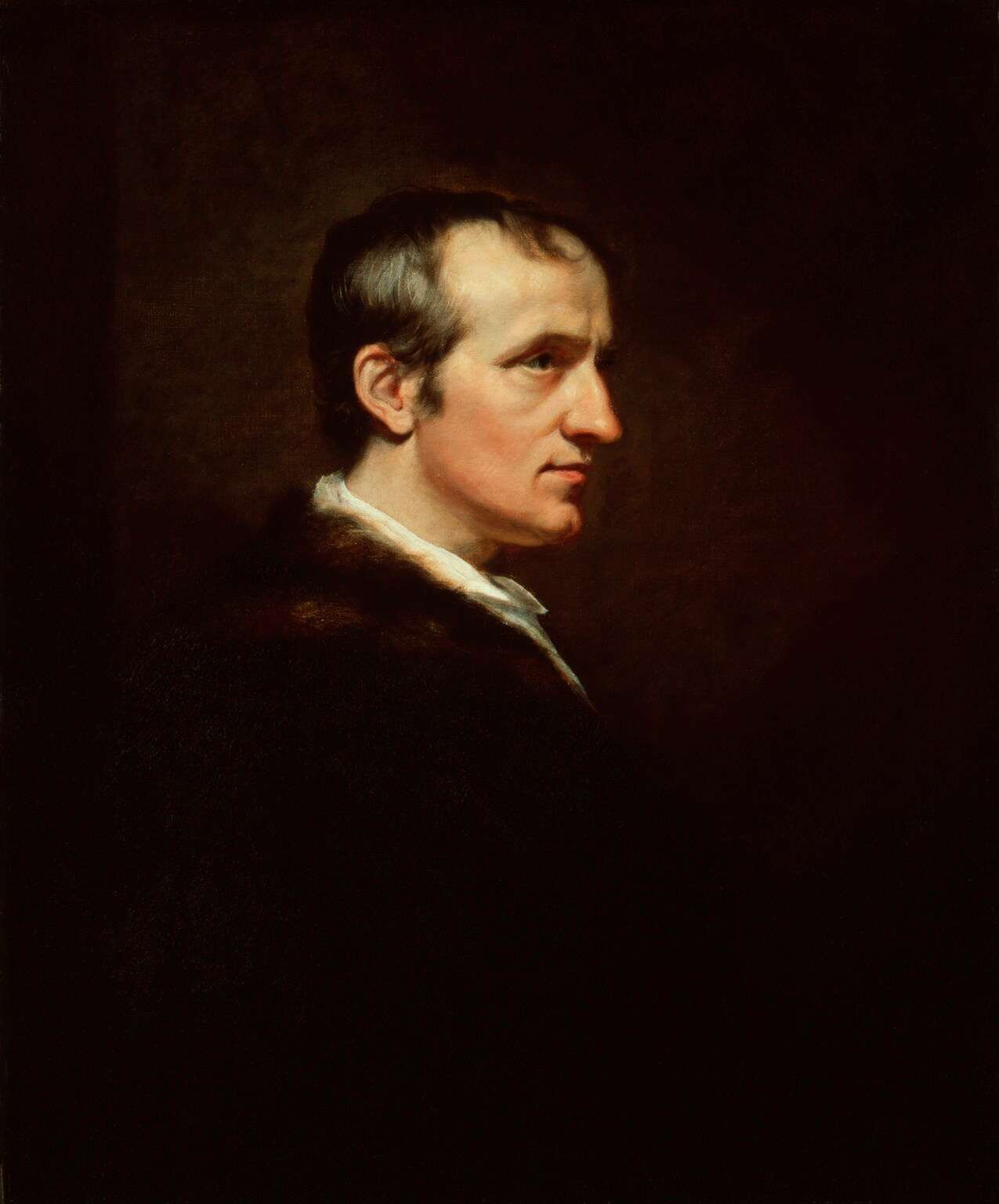
Retrato de William Godwin

Wollstonecraft volvió a Londres en abril de 1795 en busca de Imlay, pero él la rechazó. En mayo de 1795 trató de suicidarse, probablemente con láudano, pero Imlay la salvó (aunque no está muy claro cómo). En un último intento de recuperarle, se embarcó en ciertos negocios relacionados con él en Escandinavia, tratando de recuperar algunas de sus pérdidas. Wollstonecraft emprendió este arduo viaje con su pequeña hija y una criada. Relató los sucesos y sus pensamientos en cartas a Imlay, muchas de las cuales se publicaron posteriormente como Cartas escritas durante una breve estancia en Suecia, Noruega y Dinamarca en 1796. Wollstonecraft consideraba su suicidio profundamente racional y escribió tras su rescate: «Solo tengo que lamentar que, cuando la amargura de la muerte había pasado, fui inhumanamente traída de vuelta a la vida y la miseria. Pero tengo la firme determinación de que esa decepción no me desconcierte; no dejaré que lo que fue uno de los actos más calmados de mi razón quede como un intento desesperado. En lo que a ello respecta, solo tengo que rendir cuentas a mí misma. Si me preocupara por lo que llaman reputación, serían otras circunstancias las que me deshonrarían».
Poco a poco, Wollstonecraft volvió a su vida literaria, relacionándose con el círculo de Joseph Johnson de nuevo, en particular con Mary Hays, Elizabeth Inchbald y Sarah Siddons mediante William Godwin. El noviazgo de Godwin y Wollstonecraft comenzó lentamente, pero finalmente se convirtió en una apasionada relación. Godwin había leído sus Cartas escritas en Suecia, Noruega y Dinamarca y más tarde escribió que «Si alguna vez hubo un libro hecho para que el lector quedara enamorado de su autor, para mí es éste. Ella habla de su dolor de un modo que te llena de melancolía y te deshace en ternura, al mismo tiempo que demuestra una genialidad que inspira una gran admiración». Una vez Wollstonecraft quedó embarazada, decidieron casarse para que el hijo fuera legítimo. Su boda desveló el hecho de que Wollstonecraft nunca había estado casada con Imlay, y como resultado Godwin y ella perdieron muchos amigos. Godwin recibió críticas porque había defendido la abolición del matrimonio en su tratado Investigación sobre la justicia política. Después de la boda, que tuvo lugar el 29 de marzo de 1797, se trasladaron a dos casas adosadas, conocidas como El Polígono, de modo que pudieran conservar su independencia; a menudo se comunicaban por carta. Según parece eran felices y tuvieron una estable, aunque trágicamente breve, relación.

## Muerte yMemoriasde Godwin

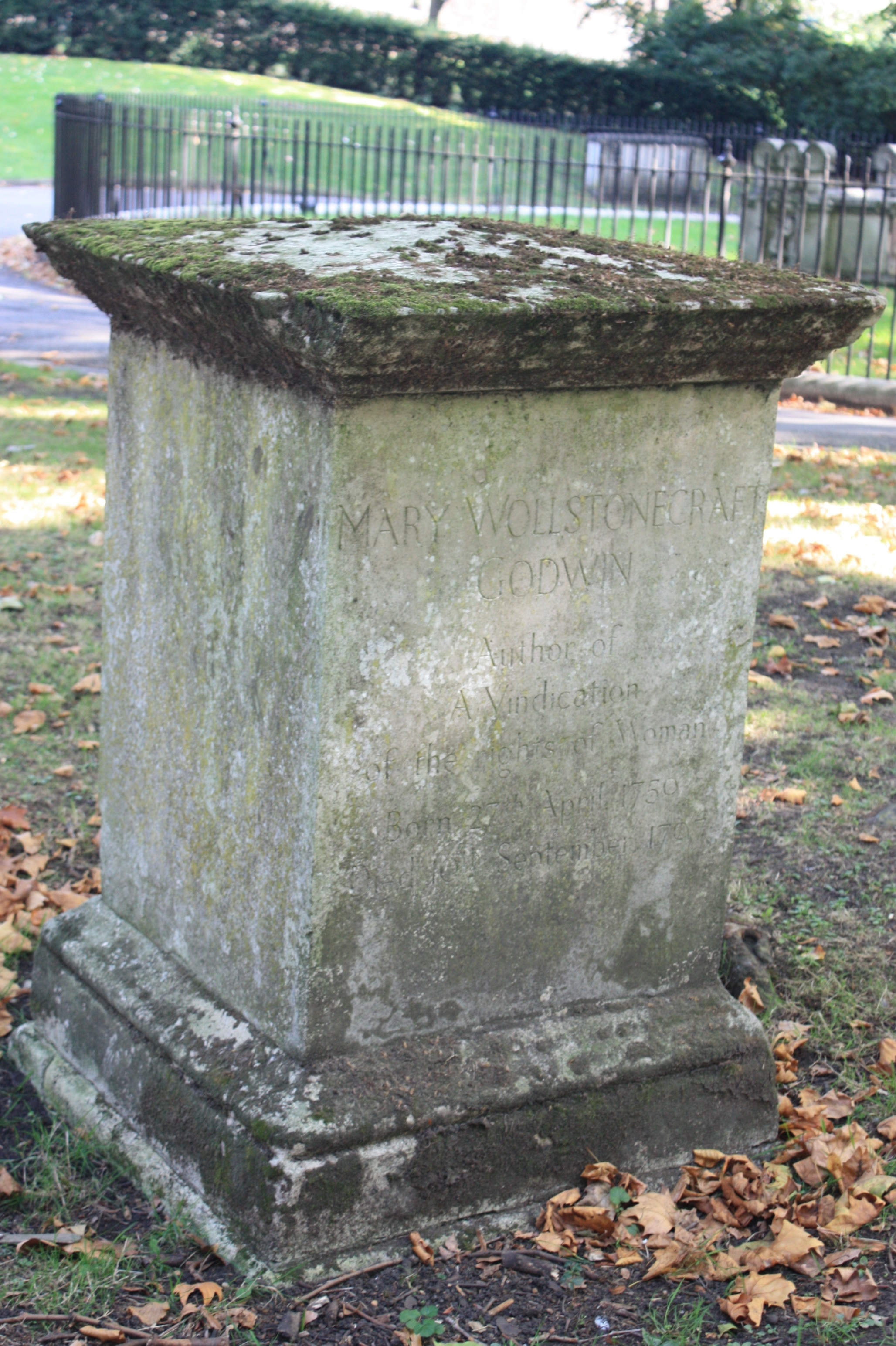
La tumba de Mary Wollstonecraft en la Iglesia de San Pancracio, Londres

El 30 de agosto de 1797, Wollstonecraft dio a luz a su segunda hija, Mary. Aunque al principio el parto pareció ir bien, la placenta se rompió y se infectó durante el nacimiento, algo que no era raro en el siglo XVIII. Tras varios días de agonía, Wollstonecraft murió de septicemia el 10 de septiembre. Godwin quedó destrozado; escribió a su amigo Thomas Holcroft: «Creo firmemente que no existe en el mundo nadie que se pueda comparar a ella. Sé por experiencia que estábamos hechos para hacernos felices el uno al otro. No espero en absoluto poder volver a ser feliz nunca más». Fue enterrada en St Pancras Old Church y allí se le construyó un monumento conmemorativo, aunque tanto sus restos como los de Godwin fueron trasladados posteriormente a Bournemouth. En su lápida se puede leer, «Mary Wollstonecraft Godwin, autora de Vindicación de los derechos de la mujer: Nacida el 27 de abril de 1759: Fallecida el 10 de septiembre de 1797».
En enero de 1798 Godwin publicó sus Memorias de la autora de Vindicación de los derechos de la mujer. Aunque Godwin sentía que estaba describiendo a su esposa con amor, compasión y sinceridad, muchos lectores quedaron conmocionados por el hecho de que él revelara la ilegitimidad de la primera hija de Wollstonecraft, sus relaciones amorosas y sus intentos de suicidio. Robert Southey lo acusó de destapar todos los secretos de su mujer fallecida. Las Memorias de Godwin mostraron a Wollstonecraft como una mujer profundamente comprometida con sus sentimientos, equilibrada y más escéptica en cuanto a religión de lo que sugieren sus propios escritos.

## Legado

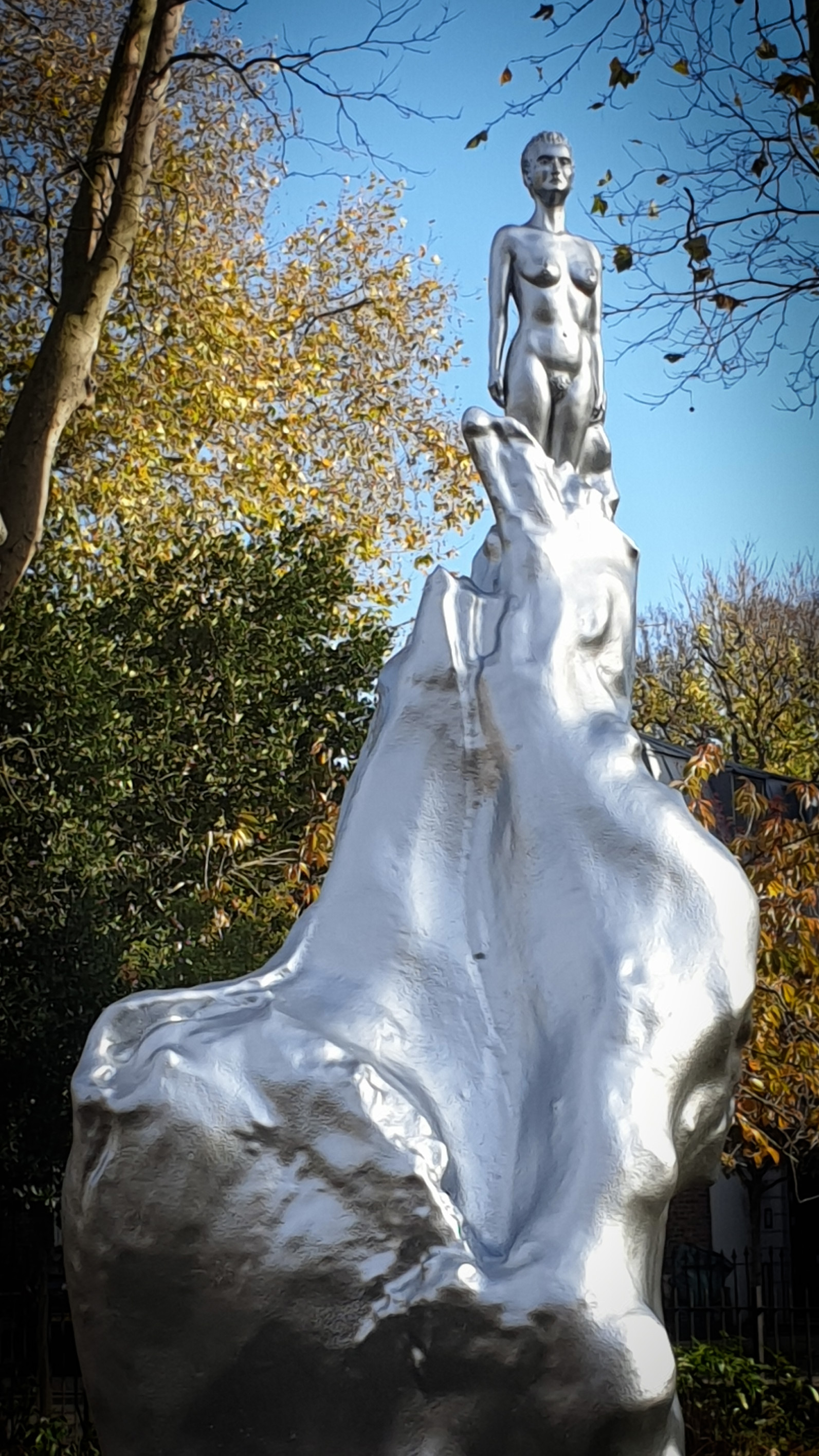
Estatua en honor de Mary Wollstonecraft, erigida en 2020.

Wollstonecraft ha tenido lo que Cora Kaplan llama un «curioso» legado: «para ser una autora activista aficionada a muchos géneros, en el último cuarto de siglo la vida de Wollstonecraft se ha seguido mucho más de cerca que sus escritos». Tras el devastador efecto de las Memorias de Godwin, la reputación de Wollstonecraft no gozó de muy buena salud durante un siglo; fue incluso criticada por autores como Maria Edgeworth, que claramente creó a la excéntrica Harriet Freke de Belinda (1801) a la imagen y semejanza de Wollstonecraft. No fue hasta finales del siglo XIX cuando la escritora volvió a ser aplaudida. Con la llegada del movimiento feminista, mujeres con opiniones políticas tan diferentes como Virginia Woolf y Emma Goldman recuperaron la historia de Wollstonecraft y celebraron los «experimentos de su vida», como Woolf los llamó en un famoso ensayo. Muchos, en cualquier caso, continuaron despreciando el estilo de vida de Wollstonecraft.
Así pues, el feminismo de los 60 y 70 trajo de nuevo el éxito a las obras de Wollstonecraft. Su buen momento reflejaba el que también gozaba el movimiento feminista; por ejemplo, a principios de los 70 fueron publicadas seis biografías de Wollstonecraft que presentaban su apasionada vida así como su radicalidad y racionalidad. Wollstonecraft fue vista como una figura paradójica e intrigante que no se adhería a la versión del feminismo de 1970. En los 80 y 90 apareció una imagen diferente de la escritora, que la describía mucho más como una creación de su tiempo; intelectuales como Claudia Johnson, Gary Kelly y Virginia Sapiro mostraron la continuación entre el pensamiento de Wollstonecraft y otras ideas importantes del siglo XVIII, tales como la sensibilidad, la economía y la teoría política.

## Obras principales

### Reflexiones sobre la educación de las hijas(1787) eHistorias originales(1788)
Las dos primeras obras de Wollstonecraft tratan el tema de la educación. La primera de ellas, Reflexiones sobre la educación de las hijas, es una guía de comportamiento, un texto que aconseja no solo acerca de asuntos morales como la benevolencia, sino también acerca de los relacionados con la etiqueta, como el vestir. Este tipo de escritos era extremadamente popular durante el siglo XVIII, en particular entre la clase media emergente, la cual veía en ellos la forma de desarrollar unas costumbres en la clase media que desafiaran el código de comportamiento aristocrático. Aunque gran parte de esos escritos son poco originales, algunos fragmentos, como el de la descripción de Wollstonecraft del sufrimiento de la mujer soltera, apuntan a que la escritora no se contentó con simplemente imitar a otros autores.

### Vindicación de los derechos del hombre(1790)
En 1790 Edmund Burke publicó Reflexiones sobre la Revolución francesa. Burke, que había apoyado la Guerra de Independencia de los Estados Unidos, sorprendió a sus contemporáneos argumentando en contra de los revolucionarios franceses. Su libro trajo como consecuencia lo que ahora se conoce como la «Revolution Controversy» (que podría traducirse como «polémica de la revolución»), un folleto de guerra que respondía al texto de Burke.
La Vindicación de los derechos del hombre de Wollstonecraft fue la primera de muchas otras obras seminales en esta guerra, tales como Los derechos del hombre de Thomas Paine. Pero Wollstonecraft no solo estaba contestando a las Reflexiones de Burke, sino también a su Indagación filosófica sobre el origen de nuestras ideas acerca de lo sublime y de lo bello (1756), en el cual el escritor argumentaba que la belleza está asociada con la debilidad y la feminidad y que lo sublime está asociado con la fuerza y la masculinidad. Wollstonecraft le da la vuelta a la retórica de Burke en Reflexiones, girándola contra él; argumenta que su teatral puesta en escena, como la que hace en su conocida y adornada descripción de los horrores que María Antonieta tuvo que sufrir, convierte a los lectores de Burke—los ciudadanos— en débiles mujeres que quedan convencidas por el espectáculo. Además critica la argumentación clasista de Burke, demostrando, como muchos otros de sus críticos, que es movido por el sufrimiento de María Antonieta pero no por la situación apremiante de las mujeres pobres y muertas de hambre en Francia; de hecho, desprecia a estas abiertamente. Wollstonecraft también desafía la afirmación de Burke acerca de que la tradición debe sostener la teoría política; defiende la racionalidad, señalando que el sistema de Burke llevaría lógicamente a la continuación de la esclavitud por el simple hecho de ser una tradición ancestral. Wollstonecraft no rechaza la necesidad de la compasión en las relaciones humanas que Burke enfatiza, pero a menudo sostiene que esa compasión es insuficiente para la cohesión social y en cierto punto escribe: «Una miseria semejante pide algo más que lágrimas—me detengo para recordarme a mí misma—hay que analizar siempre cualquier situación racionalmente». Significativamente, finaliza Vindicación de los derechos del hombre con una referencia a la Biblia: «Teme a Dios y ama a las criaturas que le pertenecen. ¡Contemplad el deber del hombre al completo!».

### Vindicación de los derechos de la mujer(1792)

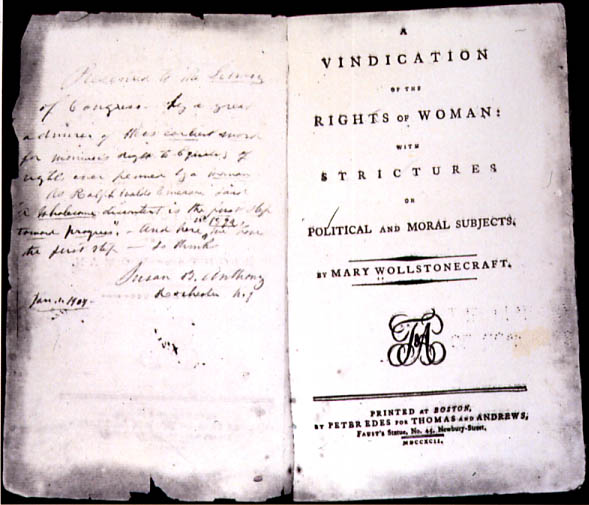
Primera edición impresa de Vindicación de los derechos de la mujer: críticas acerca de asuntos políticos y morales

Vindicación de los derechos de la mujer es una mezcla de géneros literarios —un tratado político, una guía de comportamiento y un tratado educacional. Con el fin de discutir la posición de la mujer en la sociedad, Wollstonecraft esboza las conexiones entre cuatro términos: derecho, razón, virtud y deber. Los derechos y deberes están completamente ligados para Wollstonecraft —si se tienen derechos cívicos también se tienen deberes cívicos. Tal y como ella comenta brevemente "sin derechos no puede haber ninguna obligación"
Uno de los principales argumentos de Wollstonecraft en Vindicación de los derechos de la mujer es que las mujeres deberían ser educadas racionalmente, de modo que pudieran así contribuir a la sociedad. Wollstonecraft contesta así de forma mordaz a escritores como James Fordyce y John Gregory y filósofos educacionales como Jean-Jacques Rousseau, el cual sostiene que la mujer no necesita educación racional. (Rousseau, como es bien conocido, argumenta en Emilio (1762) que la mujer debería ser educada para el placer.) Contrariamente, Wollstonecraft mantiene que las esposas deberían ser las compañeras racionales de sus maridos. Apunta que si una sociedad decide dejar la educación de sus hijos a las mujeres, estas deben estar bien educadas para poder pasar el conocimiento a la siguiente generación. Wollstonecraft declara que las mujeres son estúpidas y superficiales (las llama, por ejemplo, "spaniels" o "juguetes" en cierto momento), pero dice que no es debido a una deficiencia innata sino a que los hombres les han negado el acceso a la educación. Wollstonecraft está decidida a ilustrar las limitaciones que la falta de educación ha supuesto a las mujeres; poéticamente, escribe: «Enseñadas desde su infancia que la belleza es el cetro de las mujeres, la mente se amolda al cuerpo y, errante en su dorada jaula, solo busca adornar su prisión». La implicación de esta afirmación es que, sin el daño ideológico que anima a las jóvenes desde temprana edad a centrar su atención en la belleza y las mejoras exteriores, las mujeres podrían lograr mucho más.
Puede ser objeto de debate hasta qué punto creía Wollstonecraft en la igualdad de mujeres y hombres; ciertamente no fue una feminista en el sentido moderno de la palabra (las palabras feminista y feminismo no existieron hasta después de 1890), ya que no pedía igualdad de derechos, por ejemplo no pedía el derecho al sufragio para las mujeres en sus escritos, lo que por otra parte sería congruente con su simpatía hacia el anarquismo. Declara que hombres y mujeres son iguales a los ojos de Dios y que están sujetos a las mismas leyes morales. En cualquier caso, las peticiones de igualdad contrastan con sus declaraciones acerca de la superioridad de la fuerza y el valor masculinos. Wollstonecraft mantiene, en la conocida y ambigua frase: "No se concluya que quiero invertir el orden de las cosas; ya he asegurado que, por su constitución, los hombres parecen diseñados por la Providencia para lograr un mayor grado de virtud. Hablo refiriéndome a este sexo en general; pero no veo motivo alguno para concluir que sus virtudes debieran diferir a causa de su naturaleza. De hecho, ¿cómo sería posible si la virtud es una constante eterna? Debo, por tanto, si razono consecuentemente, sostener tan enérgicamente que ellos siguen ese mismo fin como sostengo que Dios existe."
Una de las críticas más mordaces de Wollstonecraft en Vindicación de los derechos de la mujer es la que hace contra la falsa y excesiva sensibilidad, particularmente en las mujeres. Argumenta que las mujeres que sucumben a la sensibilidad son «movidas por cualquier ráfaga o sentimiento momentáneo» y debido a que son «presas de sus sentidos» no pueden pensar racionalmente. Y así, declara, no se perjudican solo a sí mismas sino a toda la civilización: estas no son mujeres que puedan ayudar a perfeccionar la civilización —una idea popular en el siglo XVIII— sino mujeres que colaboran en su destrucción. Wollstonecraft no defiende que la razón y los sentimientos debieran actuar independientemente; cree que deberían servirse la una a la otra.
Además de sus argumentos filosóficos más generales, Wollstonecraft traza un plan educacional específico. En el capítulo 12, "Sobre la educación nacional", sostiene que todos los niños deberían ser enviados a un "internado nacional" al mismo tiempo que se les da cierta educación en casa que "incentive el amor por el hogar y los placeres caseros." También mantiene que esta escolaridad debería ser mixta, ya que hombres y mujeres, cuyos matrimonios son los cimientos de la sociedad, deberían ser "educados según el mismo modelo".
Wollstonecraft dirige su texto a la clase media, a la cual llama "el estado más natural", y Vindicación de los derechos de la mujer está impregnado de la visión burguesa del mundo. Defiende la modestia y la diligencia y ataca la riqueza empleando el mismo lenguaje con el que acusa a las mujeres de falta de utilidad. De todos modos, no es una amiga incondicional de la pobreza; por ejemplo, en su plan nacional de educación sugiere que, después de los nueve años, los pobres deberían ser separados de los ricos y enseñados en otra escuela.

### Mary(1788) yMaría(1798)
Ambas son novelas de Wollstonecraft centradas en la desesperada situación que sufrían algunas mujeres en el siglo XVIII. En la primera de ellas, Mary: A Fiction (en español La novela de María), la protagonista de análogo nombre, a la que hicieron caso omiso en su infancia, se convierte de repente en heredera; consecuentemente su familia le acuerda un conveniente matrimonio con un hombre que ni siquiera conoce. El marido de Mary, Charles, desaparece rápidamente en la novela y la historia se centra en la relación entre Mary y su amiga enferma, Ann. Viajan por Europa juntas con la esperanza de mejorar la salud de Ann, pero sin éxito; Ann muere. Durante ese tiempo, Mary conoce y se enamora de Henry. Tras la muerte de Ann, Mary y Henry vuelven a Inglaterra. Henry también está enfermo, pero Mary elige vivir con él y con su madre durante las semanas que le quedan. Mary nunca se recupera de la pérdida de Ann y Henry y cuando su marido reaparece al final del libro no puede soportar estar en la misma habitación que él. El final del libro sugiere que ella morirá joven. Al igual que María, este libro es una reflexión sobre el matrimonio. No hay ningún matrimonio exitoso en la novela y al final, cuando está muriendo, Mary "piensa que se está acercando a ese mundo en el que no hay matrimonio y ser dado en matrimonio", presumiblemente como una parte positiva de su situación. Las únicas relaciones satisfactorias del libro son las amistades, e incluso estas acaban de forma trágica para Mary.
María es una novela inacabada a menudo considerada la obra más radical de Wollstonecraft. En ella detalla muchos de las "injusticias sufridas por la mujer", no solo desde un punto de vista individual sino también general. La protagonista, María, es encerrada en un manicomio por su derrochador marido con el fin de robarle el dinero; tristemente, su hija también le es arrebatada. Mientras se encuentra en el manicomio, María conoce y quizá se enamora de un hombre llamado Darnford, pero debido a que el relato está inacabado, no queda claro si Wollstonecraft pretendía resolver felizmente la trama sentimental o acabar la novela trágicamente. María también entabla amistad con una de las enfermeras, Jemima, que, al igual que la propia María, tiene una horrorosa historia que contar sobre su vida de casada. El relato de Jemima da a Wollstonecraft la oportunidad de mostrar los vínculos entre mujeres de diferentes clases. Significativamente, es uno de los primeros momentos en la historia del feminismo en que se apunta un argumento relacionado con las clases sociales, el cual afirma que las mujeres de diferentes posiciones económicas tienen los mismos intereses por el hecho de ser mujeres. Profundamente afectada por sus propios asuntos sentimentales y experiencias en Francia, Wollstonecraft cambió algunas de sus opiniones previas acerca de las clases; no habría hecho esas mismas afirmaciones seis años antes, cuando describía a la clase media como "el estado natural".

### Cartas escritas en Suecia, Noruega y Dinamarca(1796)
Cartas escritas en Suecia es un relato de viaje, pero uno muy particular; consiste no solo en las reflexiones de Wollstonecraft acerca de Escandinavia y sus gentes sino también acerca de su relación con Imlay (aunque no se le menciona por su nombre). En ésta, su última obra importante finalizada, Wollstonecraft está fuertemente influenciada por los temas que trata Rousseau en Ensoñaciones del paseante solitario (1782): «la búsqueda de la fuente de la felicidad humana, el rechazo estoico de los bienes materiales, el abrazo extático de la naturaleza y el papel esencial de los sentimientos en el entendimiento». Mientras Rousseau rechaza en última instancia la sociedad, Wollstonecraft celebra el panorama nacional y el progreso industrial en sus textos. Wollstonecraft también explora las conexiones entre lo sublime y la sensibilidad. Muchas de las cartas describen el impresionante paisaje de Escandinavia y los deseos de Wollstonecraft de crear una conexión emocional con ese mundo natural. De este modo, deja un papel más importante a la imaginación de lo que lo había hecho anteriormente en sus obras. La escritora compara esta imaginativa conexión con el mundo con una comercial y mercenaria actitud que asocia con Imlay y que critica mediante sus escritos.

## Obras
- Thoughts on the Education of Daughters (1787), traducida al español como Reflexiones sobre la educación de las hijas.
- Mary: A Fiction (1788), traducida al español como La novela de María.
- Original Stories from Real Life (1788), traducida al español como Relatos originales de la vida real.
- Of the Importance of Religious Opinions (1788), Jacques Necker (traducción).
- The Female Reader (1789) (antología).
- Young Grandison (1790), Maria Geertruida van de Werken de Cambon (traducción).
- Elements of Morality (1790), Christian Gotthilf Salzmann (traducción).
- A Vindication of the Rights of Men (1790), traducida al español como Vindicación de los derechos del hombre.
- A Vindication of the Rights of Woman (1792), traducida al español como Vindicación de los derechos de la mujer.
- An Historical and Moral View of the French Revolution (1794).
- Letters Written during a Short Residence in Sweden, Norway and Denmark (1796).
- Contribuciones al Analytical Review (1788-1797) (publicación póstuma).
- The Cave of Fancy (1798, publicación póstuma; fragmento).
- Maria: or, The Wrongs of Woman (1798, publicación póstuma; inacabada).
- Letters to Imlay (1798, publicación póstuma).
- Letters on the Management of Infants (1798, publicación póstuma; inacabada).
- Lessons (1798, publicación póstuma; inacabada).
- On Poetry and our Relish for the Beauties of Nature (1798, publicación póstuma).

## Homenajes y reconocimientos

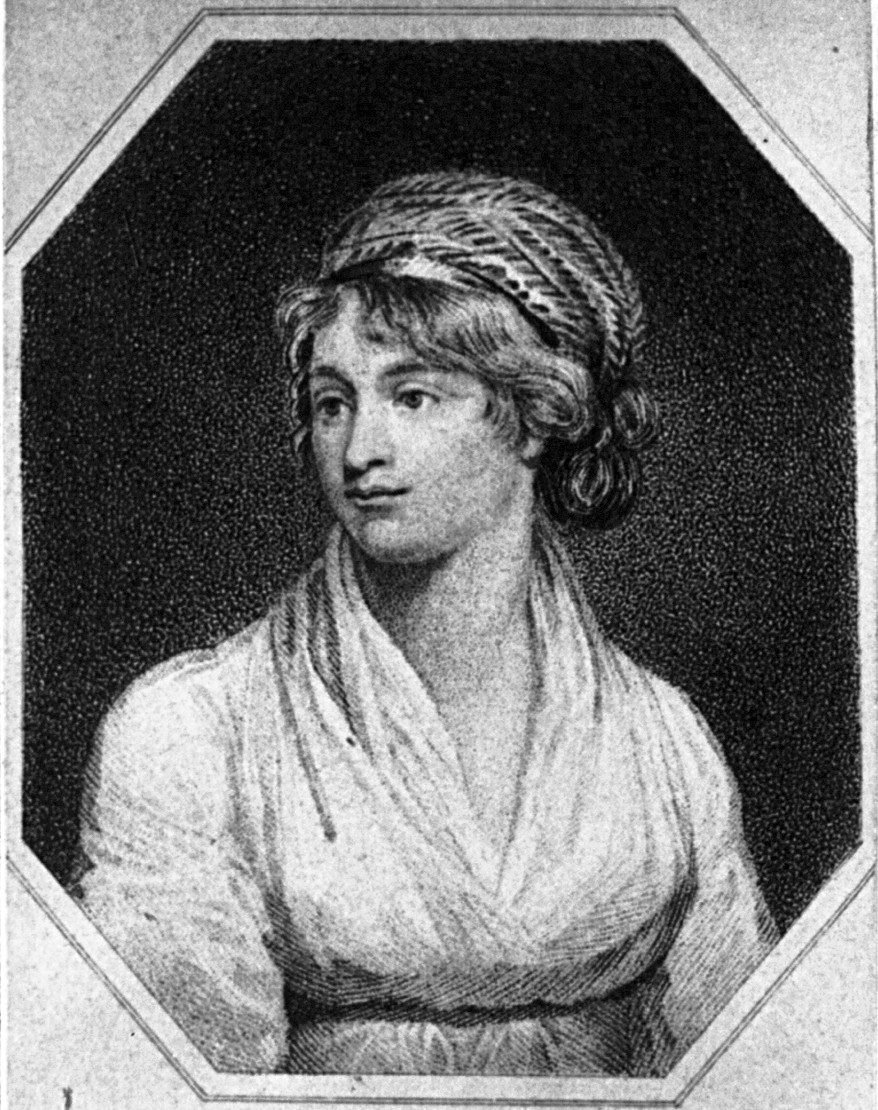
Grabado de Mary Wollstonecraft

En España, el escritor Fernando Marías Amondo y el colectivo artístico por él fundado, llamado Hijos de Mary Shelley, organizó un espectáculo en homenaje a Mary Wollstonecraft y también publicó un libro titulado Wollstonecraft. Hijas del horizonte en los que participaron importantes escritoras como Cristina Fallarás, Espido Freire, Paloma Pedrero, Nuria Varela, Cristina Cerrada, Eva Díaz Riobello, María Zaragoza, Raquel Lanseros y Vanessa Montfort.
Mary Wollstonecraft forma parte de la instalación de la artista feminista Judy Chicago, The Dinner Party. Esta es una historia simbólica de la mujer en la civilización occidental que representa a 1.038 mujeres de la historia; 39 de ellas están representadas por cubiertos y otras 999 en los nombres que están inscritos en The Heritage Floor sobre el que descansa la mesa. Su cubierto ilustra el fuerte carácter de la autora y contrasta su creencia en la igualdad de la mujer con el punto de vista dominante en el siglo XVIII. Chicago creó el corredor utilizando punto de aguja, punto de cruz, bordado, ganchillo y stumpwork, un tipo de bordado en relieve que a menudo se asocia con escenas pastorales. Este meticuloso bordado crea una narración visual de la vida de Wollstonecraft, al tiempo que sugiere los confines de género de su entorno. La ambientación sitúa la obra literaria de Wollstonecraft en el contexto de la época, cuando el trabajo de las mujeres se consideraba insignificante y carente de valía.

### En inglés
- Conger, Syndy McMillen. Mary Wollstonecraft and the Language of Sensibility. Rutherford: Fairleigh Dickinson University Press, 1994. ISBN 0-8386-3553-9
- Falco, Maria J., ed. Feminist Interpretations of Mary Wollstonecraft. University Park: Penn State Press, 1996. ISBN 0-271-01493-8
- Favret, Mary. Romantic Correspondence: Women, politics and the fiction of letters. Cambridge: Cambridge University Press, 1993. ISBN 0-521-41096-7
- Flexner, Eleanor. Mary Wollstonecraft. New York: Penguin, 1972.
- Godwin, William. Memoirs of the Author of a Vindication of the Rights of Woman. Eds. Pamela Clemit y Gina Luria Walker. Peterborough: Broadview Press Ltd., 2001. ISBN 1-55111-259-0
- Janes, R.M. "On the Reception of Mary Wollstonecraft’s A Vindication of the Rights of Woman". Journal of the History of Ideas 39 (1978): 293-302.
- Johnson, Claudia L., ed. The Cambridge Companion to Mary Wollstonecraft. Cambridge: Cambridge University Press, 2002. ISBN 0-521-78952-4
- Johnson, Claudia L. Equivocal Beings: Politics, Gender, and Sentimentality in the 1790s. Chicago: University of Chicago Press, 1995. ISBN 0-226-40184-7
- Kelly, Gary. English Fiction of the Romantic Period. Londres: Longman, 1989. ISBN 0-582-49261-0
- Kelly, Gary. Revolutionary Feminism: The Mind and Career of Mary Wollstonecraft. Nueva York: St. Martin's, 1992. ISBN 0-312-12904-1
- Myers, Mitzi. "Impeccable Governess, Rational Dames, and Moral Mothers: Mary Wollstonecraft and the Female Tradition in Georgian Children's Books." Children's Literature 14 (1986):31-59.
- Myers, Mitzi. "Sensibility and the 'Walk of Reason': Mary Wollstonecraft's Literary Reviews as Cultural Critique." Sensibility in Transformation: Creative Resistance to Sentiment from the Augustans to the Romantics. Ed. Syndy Conger Mcmillen. Rutherford: Fairleigh Dickinson University Press, 1990.
- Poovey, Mary. The Proper Lady and the Woman Writer: Ideology as Style in the Works of Mary Wollstonecraft, Mary Shelley and Jane Austen. Chicago: University of Chicago Press, 1984. ISBN 0-226-67528-9
- Sapiro, Virginia. A Vindication of Political Virtue: The Political Theory of Mary Wollstonecraft. Chicago: University of Chicago Press, 1992. ISBN 0-226-73491-9
- St Clair, William. The Godwins and the Shelleys: The biography of a family. Nueva York: W. W. Norton and Co., 1989. ISBN 0-8018-4233-6
- Taylor, Barbara. Mary Wollstonecraft and the Feminist Imagination. Cambridge: Cambridge University Press, 2003. ISBN 0-521-66144-7
- Todd, Janet. Mary Wollstonecraft: A Revolutionary Life. Londres: Weidenfeld and Nicholson, 2000. ISBN 0-231-12184-9
- Tomalin, Claire. The Life and Death of Mary Wollstonecraft. Penguin, 1992. ISBN 0-231-12184-9
- Wollstonecraft, Mary. The Collected Letters of Mary Wollstonecraft. Ed. Janet Todd. Nueva York: Columbia University Press, 2003. ISBN 0-231-13142-9
- Wollstonecraft, Mary. The Complete Works of Mary Wollstonecraft. Ed. Janet Todd and Marilyn Butler. 7 vols. Londres: William Pickering, 1989. ISBN 0-8147-9225-1
- Wollstonecraft, Mary. The Vindications: The Rights of Men and The Rights of Woman. Eds. D.L. Macdonald y Kathleen Scherf. Toronto: Broadview Literary Texts, 1997. ISBN 978-1-55111-088-2

### En español
- Montero, Rosa (1995) Historias de Mujeres. Madrid: Santillana Editores S.L. Tercera edición, 2004, p.p. 55-68. ISBN 84-663-0962-4
- Wollstonecraft, Mary (2010) La novela de Mary. Valencia: Aranya Editorial, 2010. ISBN 978-84-937999-1-5
- Burdiel, Isabel (1994) Mary Wollstonecraft. Vindicación de los derechos de la mujer. Edición y estudio crítico, Madrid, Cátedra